# Cryptanthus caracensis
Cryptanthus caracensis är en gräsväxtart som beskrevs av Elton Martinez Carvalho Leme och Elvira Angela Gross. Cryptanthus caracensis ingår i släktet Cryptanthus, och familjen Bromeliaceae. Inga underarter finns listade i Catalogue of Life.